# Anne Revere
Anne Revere (født 25. juni 1903, død 18. december 1990) var en amerikansk Tony-vindende teater- og Oscar-vindende filmskuespiller. Hun havde stor succes både på teateret og på film gennem hele sin sin karriere. Hun var kendt for autoritær fremtonen og fik dermed ofte rolle som matriark.

## Opvækst
Revere blev født i New York City og var en direkte efterkommer af smeden og helten af den amerikanske revolution Paul Revere. Hendes fader Clinton var børsmægler og hun voksede op i Upper West Side og Westfield, New Jersey. I 1926 tog hun en eksamen på Wellesley College og hoppede derefter til The American Laboratory School for at studere med Maria Ouspenskaya og Richard Boleslavsky.

## Karriere
Revere fik sin debut på Broadway i 1931 i The Great Barrington. Tre år senere rejste hun til Hollywood for at genindspille sin scenerolle i filmatiseringen af Skyggernes Hus. Hun vendte derefter tilbage til Broadway for at spille rollen som Martha Dobie i den oprindelige produktion fra 1934 af The Children's Hour, og dukkede op i de senere år på New York-scenen i As You Like It, The Three Sisters og Toys in the Attic, som hun 1960 vandt Tony Award for Best Female Cinema Theater for.
Revere arbejdet siden støt som karakterskuespiller i film, som udkom i en strøm mellem årene 1934 til 1951. Hun var ofte skabt til rollen som matriark og spillede mor til blandt andre Elizabeth Taylor, Jennifer Jones, Gregory Peck, John Garfield og Montgomery Clift. Hun blev nomineret til en Oscar for bedste kvindelige birolle tre gange og vandt for hendes indsats i National Velvet. Andre film som kunne nævnes er Sangen om Bernadette , Mand og mand imellem,  Himmeriges nøgler , Lev farligt og En plads i solen.
I 1951 fratrådte Revere sig fra bestyrelsen i Screen Actors Guild efter at hun appellerede til den femte amenment af den amerikanske forfatning og nægtede at vidne for House Un-American Activities Committee. Hun ville ikke blive set igen på film i de næste tyve år. Hun vendte tilbage til lærredet igen i Tell Me That You Love Me, Junie Moon. Hun begyndte at dukke op på TV i 1960, især i sæbeoperaer, såsom The Edge of Night, Search for Tomorrow og Ryan's Hope.
Revere og hendes mand, teaterdirektør Samuel Rosen, flyttede til New York og åbnede en skuespillerskole og hun fortsatte med at arbejde med regionale teaterproduktioner og på TV.

## Sygdom og død
Revere døde af lungebetændelse i sit hjem i Locust Valley. Hun blev 87 år gammel.

## Filmografi (udvalg)
- 1934 - Skyggernes Hus

- 1944 - Sangen om Bernadette
- 1944 - National Velvet

- 1944 - Himmeriges nøgler

- 1947 - Lev farligt
- 1947 - Mand og mand imellem

- 1951 - En plads i solen